# Paul Nemlin
Paul Nemlin (né en 1944 en Côte d'Ivoire) est un chanteur ivoirien.

## Biographie
Après ses études secondaires, il suit des cours de musique au conservatoire musical d'Abidjan. Il interprète de nombreux chanteurs américains tels que James Brown, Luther Vandross, George Benson, Wilson Pickett, Otis Redding, Lou Rawls, Nat King Cole, Al Jarreau, et bien d'autres... 
Il est, dans les années 1970 à 1984, leader vocal de l'orchestre de la SIETHO à Man et ensuite choriste et leader de l'orchestre de la Radiodiffusion télévision ivoirienne (RTI). Il travaille avec Boncana Maïga et Manu Dibango avec qui il fait son premier album en 1979, 'Nina. Il forme musicalement Diane Solo, Monique Séka, Chantal Taiba, Bailly Spinto et Alpha Blondy. 
En 1981, il sort son deuxième opus, Hello New York. Il a travaillé sur cet album avec Marcellino Thompson, bassiste de George Duke.
En France, il travaille avec Adamo et Nicoletta dont il est membre de la chorale Gospel. Il joue très souvent avec Bernard Frandin et d'autres groupes tels que Diamant noir avec lequel il se produit souvent au Petit Journal Montparnasse.
Il travaille aussi avec Angeline Annonnier et Jerrika Spring. Il fait des tournées dans toute la France et aussi dans le monde.
Il a notamment rencontré et chanté avec Marva High (choriste de James Brown), Roy (Platters) Golden Gate Quatet et Johnny Hallyday.